# Université de l'Égée
Ne doit pas être confondu avec Université de l'Égée (Turquie).
L’université de l’Égée (grec moderne : Πανεπιστήμιο Αιγαίου) est située à Mytilène sur l’île de Lesbos. C’est une université publique.
Elle a été fondée en 1984 et est répartie sur 5 sites.
- Faculté de science sociale (basée à Mytilène, Lesbos)
- Faculté de l’étude de l’environnement (basée à Mytilène, Lesbos)
- Faculté de gestion (basée à Chios, Chios)
- Faculté des sciences (basée à Karlóvasi, Samos)
- Faculté des sciences humaines (basée à Rhodes, Rhodes)
- Faculté d’ingénierie (basée à Ermoúpoli, Syros)